# Шлака
Шлаката има две значения:
- Стопилка, покриваща течния метал при металургичните процеси. Състои се от скални и други примеси, продукти на металургични реакции, флюс, пепел и др. Предпазва метала от пещната газова среда и поглъща изплавалите примеси. След втвърдяване е каменовидно или стъкловидно вещество.
- Сгурия – остатък от изгарянето на твърдо гориво.